# Raimondo Franchetti
Raimondo Franchetti (Florencia, 31 de enero de 1889 -  El Cairo, 7 de agosto de 1935) fue un cazador, espía y explorador italiano.

## Biografía

### Primeros años
Sus padres fueron Alberto Franchetti, un conocido compositor de ópera, y la condesa Margherita di Arnoldo Levi de Reggio. Después del divorcio de sus padres en 1897, quedó confiado a la custodia de su padre, siempre ocupado viajando debido a sus numerosos compromisos y sus relaciones musicales. El joven Raimondo tuvo en la caza y los viajes sus actividades favoritas, que pudo realizar gracias a la cuantiosa fortuna familiar.

### Primeros viajes

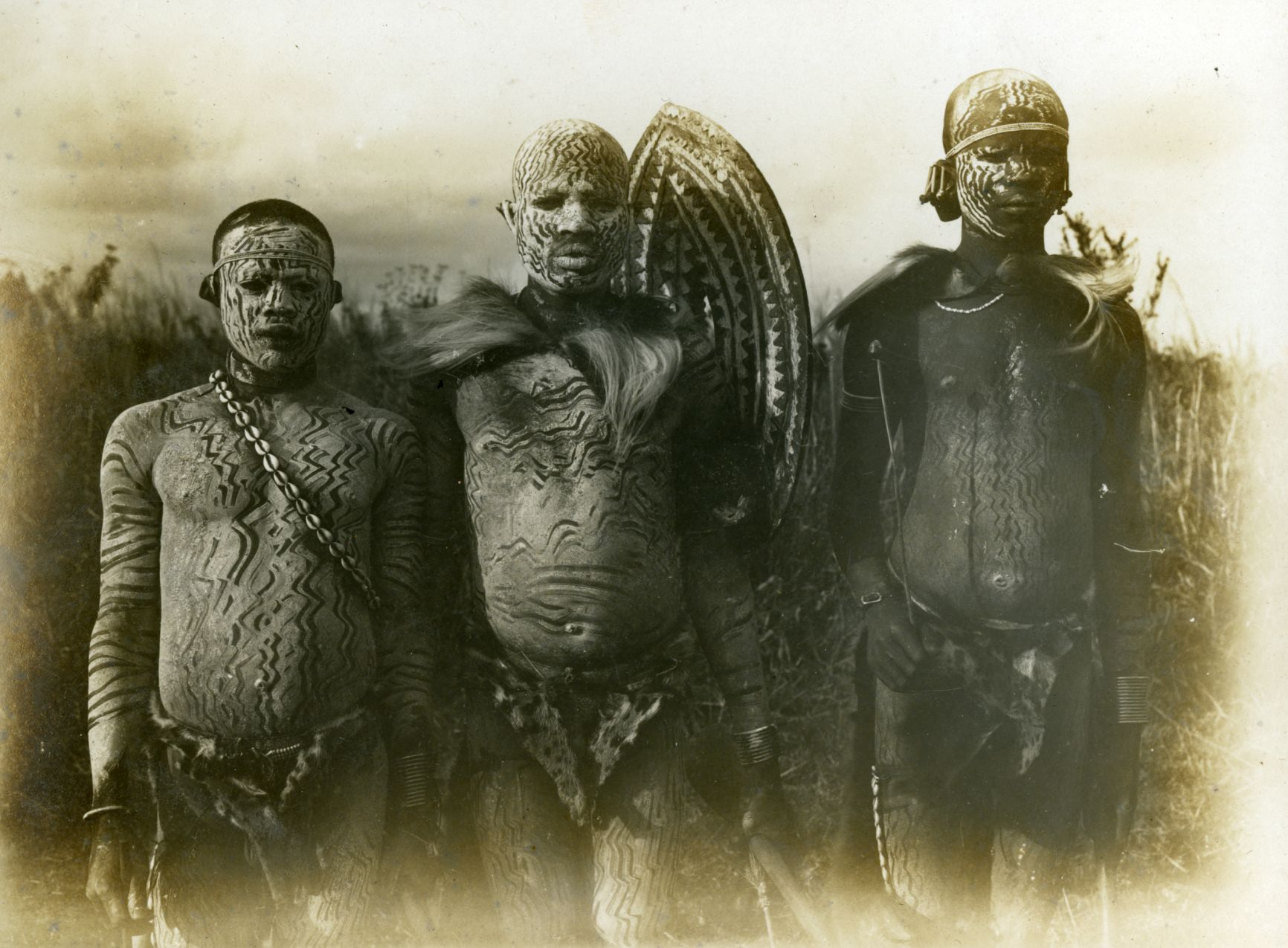
Guerreros de probable etnia kikuyu, foto de la expedición de Franchetti de 1914. Archivo de los Museos de Reggio Emilia

En 1907, se embarcó en una expedición de caza hacia América del Norte y recorrió las Montañas Rocosas. Tras su servicio militar, reanudó sus viajes, dirigiéndose a Indochina, Malasia, el protectorado francés de Annam y el archipiélago indonesio. En 1911, documentó la revolución en China, mientras que en 1912 visitó Sudán. Entre 1912 y 1914 visitó en varias ocasiones el continente africano, en safaris de caza por Uganda, Sudán y Kenia, y remontó el Nilo, entrando en Bahr-El Gazal. 
Franchetti participó en la Primera Guerra Mundial, estuvo en el frente desde 1915 hasta 1919, y después de los tratados de paz permaneció en Innsbruck con las unidades que custodiaban el territorio. Tras finalizar el servicio militar regresó a su casa en Venecia, donde se instaló en el Palazzo Cavalli-Franchetti. 

### Exploraciones de posguerra

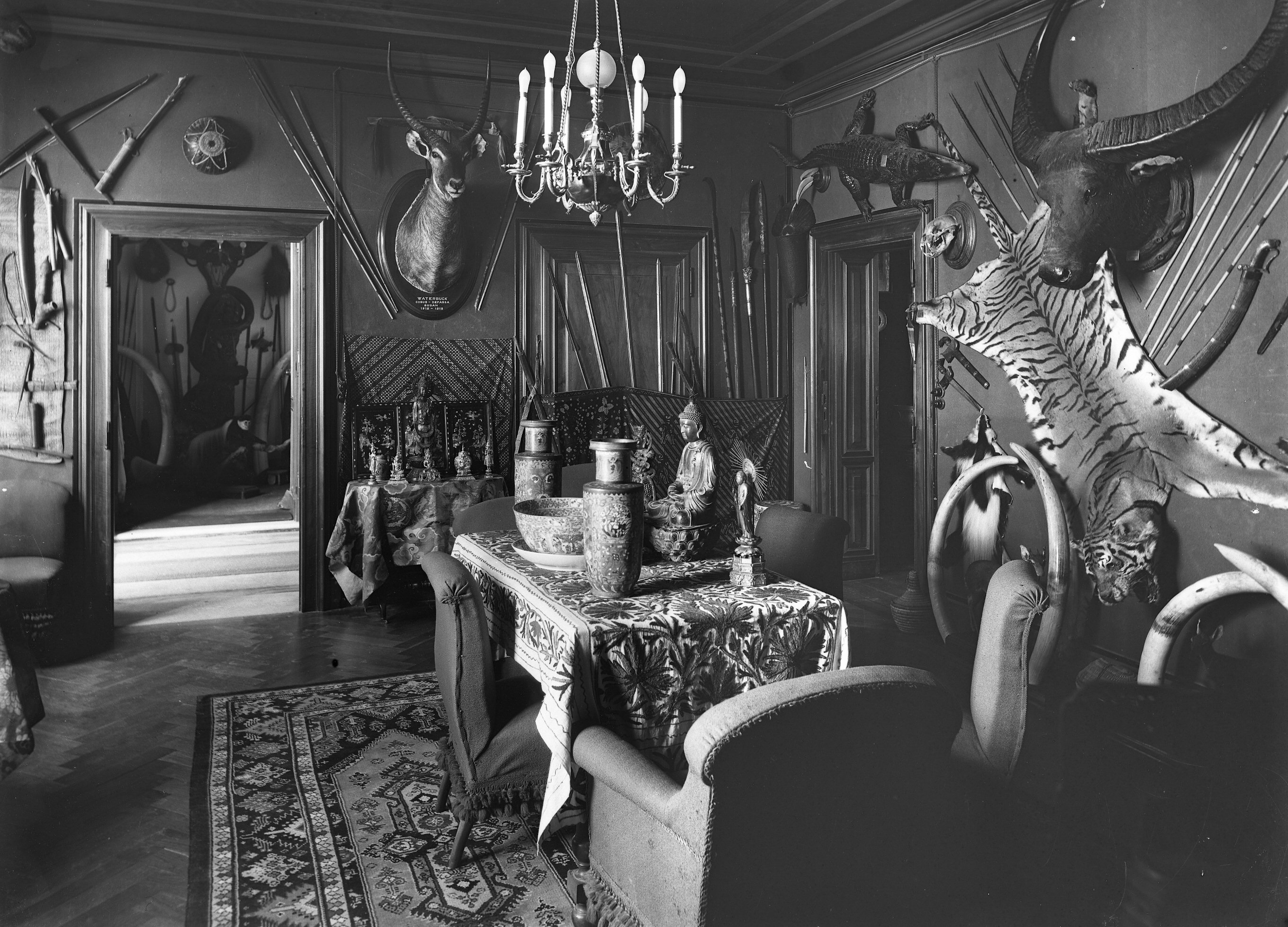
Interior del Palazzo Franchetti en Reggio Emilia alrededor de la década de 1930

En 1920 se casó en Venecia con la condesa Bianca Moceniga Rocca. A partir de 1921 sus viajes se dirigieron principalmente hacia África. Entre 1928 y 1929, Franchetti exploró la Depresión de Afar o Danakil de este a oeste, desde la costa de Eritrea hasta la región montañosa de Etiopía, viajando desde la ciudad eritrea de Asab hasta la localidad etíope de Mai Ceu, en la región deTigray. Luego bajó de nuevo hacia el desierto de Danakil y volvió a recorrerlo, más al sur que en el itinerario anterior, para regresar a la costa. Logró alcanzar uno de los objetivos de la expedición, que fue encontrar los restos de los exploradores Giulietti y Biglieri, que habían entrado en esas zonas en 1881 y allí fueron atacados y muertos. 
La expedición fue recibida triunfalmente por el régimen fascista italiano y Franchetti, impulsado por un fuerte nacionalismo, ofreció sus actividades al Estado italiano sin compensación. En 1932 intentó restaurar al legítimo emperador Iyasu V en el trono de Etiopía, en lugar del usurpador Haile Selassie, pero fracasó. En 1935, en vista de la inminente segunda guerra italo-etíope, se instaló en la localidad costera de Beilul, cerca de Asab, para participar, gracias a sus contactos con los dirigentes locales, en la organización de la inteligencia italiana en la zona.
Tras un breve regreso a Italia, volvió a Etiopía para acompañar a Luigi Razza, Ministro de Obras Públicas del Reino de Italia. El avión, que tenía como destino Asmara, en Eritrea, hizo escala en El Cairo para pasar la noche. En la mañana del 7 de agosto de 1935, diez minutos después del despegue, una explosión provocó que el avión se estrellara, matando a sus todos ocupantes
Franchetti fue enterrado, según sus deseos, en Asab, y allí permaneció hasta que la eliminación del cementerio italiano de Asab motivó que sus restos fueron trasladados a la ciudad de Massawa.
Sus viajes estuvieron ampliamente documentados con material fotográfico y cinematográfico, como su testimonio sobre la exploración de la Depresión de Afar. Los hallazgos etnográficos y taxidermísticos, recogidos durante viajes y cacerías, fueron donados a los Museos Cívicos de Reggio Emilia.